# أنطونيا: صورة المرأة
أنتونيا: صورة المرأة (بالإنجليزية: Antonia: A Portrait of the Woman)‏ هو فيلم وثائقي لعام 1974 عن موصلة السمفونية أنطونيا بريكو، بما في ذلك كفاحها ضد التحيز ضد المرأة في مهنتها. أخرج الفيلم جودي كولينز وجيل غودميلو. ترشيح الفيلم لجائزة الأوسكار لأفضل فيلم وثائقي.
في عام 2003، اعتبرت مكتبة الكونغرس في الولايات المتحدة هذا الفيلم مهم «ثقافياً أو تاريخياً أو من الناحية الجمالية» وتم اختياره لحفظه في السجل الوطني للأفلام.

## وصلات خارجية
- أنطونيا: صورة المرأة على موقع IMDb (الإنجليزية)
- أنطونيا: صورة المرأة على موقع أول موفي (الإنجليزية)
- أنطونيا: صورة المرأة على موقع قاعدة بيانات الفيلم (الإنجليزية)
- أنطونيا: صورة المرأة على موقع ليتربوكسد (الإنجليزية)
- أنطونيا: صورة المرأة على موقع كينوبويسك (الروسية)